# 慕加希號獵雷艦
“慕加希”號獵雷艦（PNS Mujahid 舷号164），是巴基斯坦海軍的一艘三方級獵雷艦。该船搭载Elesco MKR400声学扫描仪和MKR960磁力扫描仪进行扫雷作业。